# Exodus (Magazin)
Exodus – Magazin für Science Fiction Stories & phantastische Grafik ist ein zweimal jährlich erscheinendes Science-Fiction-Magazin, das in Deutschland publiziert wird. Die Zeitschrift kann ausschließlich über Abonnement bezogen werden.

## Geschichte
Gegründet 1975, pausierte das Magazin ab 1980 und erscheint seit 2003 wieder regelmäßig. Exodus ist eine nicht kommerziell orientierte Literaturzeitschrift, die nach Möglichkeit eine kostendeckende Erscheinungsweise anstrebt. Bis Ausgabe 33 wurde Exodus von René Moreau, Olaf Kemmler und Heinz Wipperfürth herausgegeben, die 2015 mit einem Kurd-Laßwitz-Sonderpreis für langjährige herausragende Leistungen im Bereich der deutschsprachigen Science-Fiction und die Förderung der Science-Fiction-Kurzgeschichte ausgezeichnet wurden. Ab Ausgabe 34 (2016) trat Fabian Tomaschek als Mitherausgeber an die Stelle von Heinz Wipperfürth.

## Inhalt
Das Magazin versteht sich in erster Linie als Plattform zur Erhaltung und Förderung der traditionellen Kurzgeschichte im phantastischen Bereich, insbesondere der Science-Fiction. Es werden ausschließlich Erstveröffentlichungen vorgestellt. Unter den Autoren finden sich zum einen bekannten Namen des Genres, etwa Uwe Anton, Uschi Zietsch, Thomas Ziegler, Horst Hoffmann, Boris Koch, Nicole Rensmann, Ronald M. Hahn, Klaus N. Frick, Wolfgang Fienhold, Martin Schemm, Christel Scheja, Manfred Borchard, Gerd Maximovic, Carl Grunert, Johanna Braun, Günter Braun, Hans Joachim Alpers, Andreas Eschbach, Matthias Falke, Hartmut Kasper, Rolf Krohn, Helmuth W. Mommers, Jacqueline Montemurri, Uwe Post, Erik Simon. Daneben veröffentlicht Exodus jedoch stets auch Werke von Newcomern und solchen, die dabei sind, diesem Status zu entwachsen. In der Rubrik „Exodus Essay“ erscheinen gelegentlich Sachartikel zu Themen rund um die Science-Fiction und Phantastik. Als Themenbände erschienen die Ausgaben 25 (Die neuen Menschen), 28 (Von fernen und anderen Reisen), 30 (Revival-SF – Retro-Futurismus – Steam Punk) und 36 (Die Phantastische Bibliothek). EXODUS 40 + 41 bildeten erstmals den Themenband MARS als Doppelausgabe.
Die phantastische Grafik nimmt im Magazin einen besonders hohen Stellenwert ein. Neben eigens für die Storys angefertigten Illustrationen und Cartoons (etwa von Olaf Kemmler, Victor Boden, Kostas Koufogiorgos, Christian Krank und Michael Vogt) bietet Exodus eine „Galerie“ in der Heftmitte, in der bereits zahlreiche arrivierte Künstler ihre Arbeiten veröffentlichten, so z. B. Pierangelo Boog, Thomas Franke, Michael Hutter, Rudolf Sieber-Lonati, Timo Kümmel, Alexander Preuss, Hubert Schweizer, Stas Rosin und Helmut Wenske.

## Auszeichnungen
Mehrere in Exodus erschienene Kurzgeschichten wurden mit Preisen bedacht. 2007 erhielt Martin Schemm den Deutschen Phantastik Preis für Das Lazarusprojekt (Exodus 20), 2017 Andreas Eschbach für Acapulco! Acapulco! (Exodus 34). 2012 wurde Frank W. Haubold für mit dem Deutschen Science Fiction Preis für Am Ende der Reise ausgezeichnet (Exodus 28). 2013 wurde der Kurd-Laßwitz-Preis Klaus N. Frick für Im Käfig zuteil, 2015 Fabian Tomaschek für Boat People, 2017 Gabriele Behrend für Suicide Rooms, 2020 Jacqueline Montemurri für Koloss aus dem Orbit. Für ihre graphischen Arbeiten wurden Thomas Franke 2013 (Exodus 29) und Pierangelo Boog 2014 (Exodus 30) ebenfalls mit dem Kurd-Laßwitz-Preis ausgezeichnet.